# رايموند أفليك
رايموند أفليك هو مهندس معماري كندي، ولد في 20 نوفمبر 1922 في بينتيكتون في كندا، وتوفي في 16 مارس 1989 في مونتريال في كندا.